# Ruth Lotmar
Ruth Lotmar (* 1910 in München; † 1989 in Bern) war eine deutsch-schweizerische Biologin.

## Werdegang
Ruth Lotmar promovierte  1933 an der Universität München bei Karl von Frisch mit einer Arbeit über den Farbensinn der Bienen, mit besonderer Berücksichtigung des Ultravioletts. Danach arbeitete sie unter anderem in der Zoologischen Anstalt der Universität Basel, in der Abteilung Biologie der Firma J. R. Geigy AG Basel, am bienenwirtschaftlichen Institut in Bern-Liebefeld, sowie in der Rheumaklinik und im Institut für physikalische Therapie der Universität Zürich.
Nach ihr wurde 1961 das Microspridium Nosema lotmarae benannt.

## Schriften (Auswahl)
Dissertation
- Neue Untersuchungen über den Farbensinn der Bienen, mit besonderer Berücksichtigung des Ultravioletts. In: Zeitschrift für vergleichende Physiologie. Band 19, Nr. 4. J. Springer, Berlin 1933, DNB 570858941, S. 673–723 (Mit 51 Textabbildungen).

Artikel in den Mitteilungen der Schweizerischen Entomologischen Gesellschaft
- Das Mitteldarmepithel der Raupe von Tineola biselliella (Kleidermotte), insbesondere sein Verhaften während den Häutungen. In: Mitteilungen der Schweizerischen Entomologischen Gesellschaft. Band 18, Nr. 4/5. Schweizerische Entomologische Gesellschaft, Bern 1941, DNB 574909877 (mit Abbildungen).
- Über eine Mikrosporidieninfektion (Gattung Nosema) bei der Kleidermotte, Tineola biselliella. In: Mitteilungen der Schweizerischen Entomologischen Gesellschaft. Band 19, Nr. 7/8. Schweizerische Entomologische Gesellschaft, Bern 1941, S. 361–371, doi:10.5169/seals-400916 (mit Abbildungen).
- Die Polyederkrankheit der Kleidermotte (Tineola biselliela). In: Mitteilungen der Schweizerischen Entomologischen Gesellschaft. Band 19, Nr. 7/8, 1941, S. 372–373, doi:10.5169/seals-400917.
- Das Mitteldarmepithel von Tineola biselliella (Kleidermotte) während der Metamorphose. In: Mitteilungen der Schweizerischen Entomologischen Gesellschaft. Band 18, Nr. 9/10. Schweizerische Entomologische Gesellschaft, Bern 1942, DNB 574909885 (mit Abbildungen).
- Beobachtungen über Nahrungsaufnahme und Verdauung bei Stomoxys calcitrans (Dipt.). In: Mitteilungen der Schweizerischen Entomologischen Gesellschaft. Band 22, Nr. 1. Schweizerische Entomologische Gesellschaft, 1949, S. 98–115, doi:10.5169/seals-401054.

Artikel in Beiheften der Schweizerischen Bienen-Zeitung
- Über den Einfluss der Temperatur auf den Parasiten Nosema apis. In: Schweizerische Bienen-Zeitung: Beihefte. Band 1, Heft 6. Verlag Sauerländer, Aarau 1943, DNB 458775746, S. 24 (mit 9 Abbildungen).
- Über den Einfluß der Temperatur auf den Parasiten Nosema apis. In: Schweizerische Bienen-Zeitung: Beihefte. Band 1, Heft 6. Sauerländer, Aarau 1943, DNB 364977833, S. 261–284 (1 Blatt Abbildungen).
- Die Metamorphose des Bienendarmes (Apis mellifica). In: Schweizerische Bienen-Zeitung: Beihefte. Band 1, Heft 10. Sauerländer, Aarau 1945, DNB 458775762, S. 64 (mit Abbildungen).
- Über Flagellaten und Bakterien im Dünndarm der Honigbiene (Apis mellifica). In: Schweizerische Bienen-Zeitung: Beihefte. Band 2, Heft 14. Sauerländer, Aarau 1946, DNB 458775754, S. 28 (mit 21 Abbildungen).

Weitere Artikel
- Resorption von radioaktiv markiertem Natriumsulfat (Na235SO4) durch die Kaninchenhaut und seine Wiederausscheidung. In: Georg von Hevesy (Hrsg.): Isotope als Indikatoren in der physiologischen Forschung (= Documenta rheumatologica Geigy. Nr. 6). Geigy, Basel 1955, DNB 363846174.
- Mit Johann Häfelin: Über die Abhängigkeit der Hautpermeabilität von der Witterung: Versuche mit radioaktiv markiertem Natriumsulfat an Kaninchen. In: Archiv für Meteorologie, Geophysik und Bioklimatologie (= Reihe B). Band 7, Nr. 2, März 1956, S. 286–296, doi:10.1007/BF02243329.
- Über die Hautresorption und die Verwertung und Wiederausscheidung von kolloidalem Schwefel und Thiosulfat: Versuche an Kaninchen mit radioaktiv markiertem 35S. In: Zeitschrift für die gesamte experimentelle Medizin. Band 134, Nr. 3, März 1961, S. 233–241, doi:10.1007/BF02054899.